# Кордали
Кордали или палаи (курд. kurdaliî) — это один из говоров южнокурдского диалекта курдского языка, на нём говорят в пограничных землях между Ираном и Ираком.

## Распространение
На данном идиоме говорят в некоторых частях провинции Илам в Иране (Абданан, Дехлоран и т.д.). В Ираке в Али Аль-Гарби и в мухафазе Васит.

## Лингвистическая характеристика

### Личные местоимения
| Русский язык | Кордали   |
| ------------ | --------- |
| Я            | Mi        |
| Ты           | Tu        |
| Он, она      | Ewî       |
| Мы           | Ime       |
| Вы           | Iwe       |
| Они          | Onî, yonî |

## См.также
- Курды
- Курдистан
- Курманджи
- Сорани